# Orxan Səfərov
Pour les articles homonymes, voir Safarov.
Orkhan Safarov, né le 10 août 1991, est un judoka azerbaïdjanais en activité évoluant dans la catégorie des moins de 60 kg.

## Biographie
Aux championnats du monde de judo 2013 à Rio de Janeiro, il remporte la médaille de bronze en moins de 60 kg.

## Palmarès
| Année | Compétition           | Lieu           | Résultat | Catégorie      |
| ----- | --------------------- | -------------- | -------- | -------------- |
| 2013  | Championnats du monde | Rio de Janeiro | 3e       | Moins de 60 kg |
| 2015  | Jeux européens        | Bakou          | 2e       | Moins de 60 kg |
| 2016  | Championnats d'Europe | Kazan          | 2e       | Moins de 60 kg |
| 2017  | Championnats d'Europe | Varsovie       | 3e       | Moins de 60 kg |
| 2017  | Championnats du monde | Budapest       | 2e       | Moins de 60 kg |
| 2020  | Championnats d'Europe | Prague         | 1er      | Moins de 66 kg |